# Christian Arntzen
Christian August Arntzen (født 8. august i Alstahaug, Nordland 1852, død 14. februar 1911 i København) var en norsk/dansk arkitekt.

## Uddannelse og virke
Arntzen var søn af gårdbruger Arnt Olsen og NN. Han stod i malerlære i Bergen, hvor han besøgte teknisk skole, kom 1875 til København og blev juni samme år optaget på Kunstakademiets malerskole. Han gik derpå over i arkitekturskolen, hvis forberedende klasse han besøgte et par år, men fuldførte aldrig studiet. Arntzen virkede som tegner hos H.B. Storck, Ludvig Fenger og Valdemar Ingemann.
Arntzen fik hurtigt selvstændig arkitektvirksomhed i København, især villaer og forretningsbygninger. forsikringsselskabet Standards hus på Kongens Nytorv med søjler i stor orden og facade i norsk marmor (1896) og Cityhus (1901, sammen med Erik Schiødte) viser Arntzen som en typisk historicist, der frit bevægede sig rundt i stilarterne.
Han døde ugift og er begravet på Assistens Kirkegård i København.

## Værker
- Frederiksborggade 3, København (opført 1887 for enkefru Ane Marie Duvier)
- Toldkammerbygning, Folke Bernadottes Allé 45, Københavns Frihavn (1894, sammen med Erik Schiødte, udvidet 1918 af Christian Agerskov og 1932 af John Dich, fredet 1988)
- Forsikringsselskabet Standards bygning, Kongens Nytorv 6, København (1896)
- Cityhus, Kristen Bernikows Gade 2/Østergade 26, København (1. præmie sammen med Erik Schiødte 1900, opført 1901)

Projekter:
- Slottet i Kristiania (1. præmie)